# ادراک استعلایی
ادراک استعلایی یا ادراک فرارونده (انگلیسی: Transcendental apperception) اصطلاحی است در فلسفه، که توسط امانوئل کانت و فیلسوفان بعد از او برای تعیین آنچه تجربه را ممکن می‌سازد به‌کار می‌رود. این اصطلاح همچنین می‌تواند برای اشاره به نقطه اتصالی که در آن خود و جهان به هم می‌رسند استفاده شود. ادراک استعلایی، اتحاد و ساختن آگاهی منسجم از تجربیات درونی ابتدایی مختلف است (که هم در زمان و هم از نظر موضوع متفاوت هستند، اما همه متعلق به خودآگاهی هستند). برای مثال، تجربه «گذر زمان» به گفته کانت متکی بر این وحدت متعالی ادراک است.
شش مرحله برای ادراک استعلایی وجود دارد:
1. تمام تجربه‌ها توالی مطالب متنوعی است (ایده‌ای که از دیوید هیوم گرفته شده‌است).
2. داده‌های متوالی برای این‌که تجربه شوند، باید با هم ترکیب شوند یا در یک وحدت برای آگاهی نگهداری شوند.
3. بنابراین وحدت تجربه مستلزم وحدت خود است.
4. وحدت خود موضوع تجربه است. (به همان اندازه که هر چیز دیگری)
5. بنابراین، تجربه هم از خود و هم ابژه‌های آن بر اعمال ترکیبی استوار است که چون شرایط هر تجربه‌ای هستند، خودشان تجربه نمی‌شوند.
6. این سنتزهای قبلی توسط مقوله‌ها امکان‌پذیر می‌شوند. مقوله‌ها به ما اجازه می‌دهند که خود و اشیاء را ترکیب کنیم.

یکی از پیامدهای تصور کانت از ادراک استعلایی این است که «خود» تنها به‌صورت ظاهری مواجه می‌شود، همیشه همان‌طور که در خودش هست.